# Daniel Jaakov Kühn
Daniel Jaakov Kühn (* 13. August 1972 in Dachau) ist ein deutscher Schriftsteller und Theaterleiter.

## Leben
Kühn veranstaltete von 2000 bis 2013 im Cafe Gap gemeinsam mit u. a. Oliver Brauer, Michael Wopperer, Ilona Kühn, Ko Bylanzky, Kerstin Pistorius und Celine Genschke die Lesereihe speak&spin. Seit 2013 organisiert Kühn unter dem Label speak&spin Literaturveranstaltungen an unterschiedlichen Orten.
Zwischen 1991 und 1997 arbeitete Kühn als Schauspieler und Synchronsprecher mit Auftritten u. a. in Marienhof, Vorsicht Falle! und Dr. Stefan Frank. Gemeinsam mit dem Maler und Musiker Richard Fuchs leitet Kühn seit 1993 die freie Bühne Das Wandlandtheater, mit Gastspielen u. a. in der Glockenbachwerkstatt München, in den DomagkAteliers sowie im Pathos Transport Theater. 1996 spielte Kühn in der Tourneeproduktion der Komödie im Bayerischen Hof in dem Stück Lost in Yonkers von Neil Simon die Hauptrolle 'Jay'. Zwischen 2000 und 2014 veröffentlichte Kühn Texte in Anthologien und Kurzgeschichtenbänden, u. a. im 'Das Münchner Kneipenbuch' – Herausgeber Björn Kuhligk, 'Sex Jahre Schwabinger Schaumschläger' – Herausgeber Michael Sailer, in den Anthologien 'Planet Slam' und 'Poetry Slam – Was die Mikrofone halten' – Herausgeber Ko Bylanzky und Rayl Patzak, im Kurzgeschichtenband 'Fremd' – Herausgeber Fridolin Schley. Im Jahre 2002 veröffentlichte Kühn seinen ersten Erzählband 'Jakobs Reisen' im Verlag yedermann. 2014 erschien der Roman 'Der Bergfrauendoktor' im Volk Verlag. Seit 2007 textet Kühn im Zuge seiner Tätigkeit als Redakteur für Unternehmen wie Lufthansa, DB oder MAN.
Kühn lebt heute in München.

## Werke
- Jakobs Reisen. yedermann Verlag, München 2002, ISBN 3-935269-17-X.
- mit Carolin Frölich und Thomas Schmidt: Der Bergfrauendoktor. Volk Verlag, München 2014, ISBN 978-3-86222-141-7.